# کوه المپوس
کوه اُلمپوس(به انگلیسی: Mount Olympus) (لاتین "Olympus Mons") بزرگ‌ترین آتشفشان منظومهٔ شمسی است؛ که در سیارهٔ بهرام (مریخ) قرار دارد. ارتفاع آن ۲۷۰۰۰ متر (۱۶ مایل، تقریباً سه برابر کوه اورست) و قطرش ۶۰۰ کیلومتر (حدود ۳۷۰ مایل) است. در مختصات ژئودتیک ارتفاع آن ۲۱ کیلومتر است که آن را بلندترین کوه در بین سیاره های منظومه خورشیدی ساخته است.
کوه المپوس یک آتشفشان فعال است. علت بزرگ بودن کوه المپوس و دیگر آتش‌فشان‌های مریخ، عدم حرکت پوستهٔ آن سیاره در مقایسه با پوستهٔ زمین دانسته می‌شود. حرکت کم صفحه‌های مریخ موجب می‌شود که مواد مذاب از جای ثابتی فوران کنند و به آرامی کوه‌های عظیمی را ایجاد نمایند.
در واقع قلهٔ المپوس بلندترین قله شناخته شده بر روی سیاره‌های منظومۀ خورشیدی است، اما بلندترین قله در بین تمام اجرام منظومه خورشیدی ریسیلویا بر روی سیارک ۴وستا با ارتفاع ۲۲٫۵ کیلومتر میباشد  . قطر دهانهٔ المپوس ۸۶ کیلومتر و پهنای پایهٔ مخروط آتشفشان به ۵۵۰ کیلومتر می‌رسد. دهانهٔ آتشفشان حدود ۲۷ کیلومتر بالاتر از سطح مریخ است.

## نگارخانه

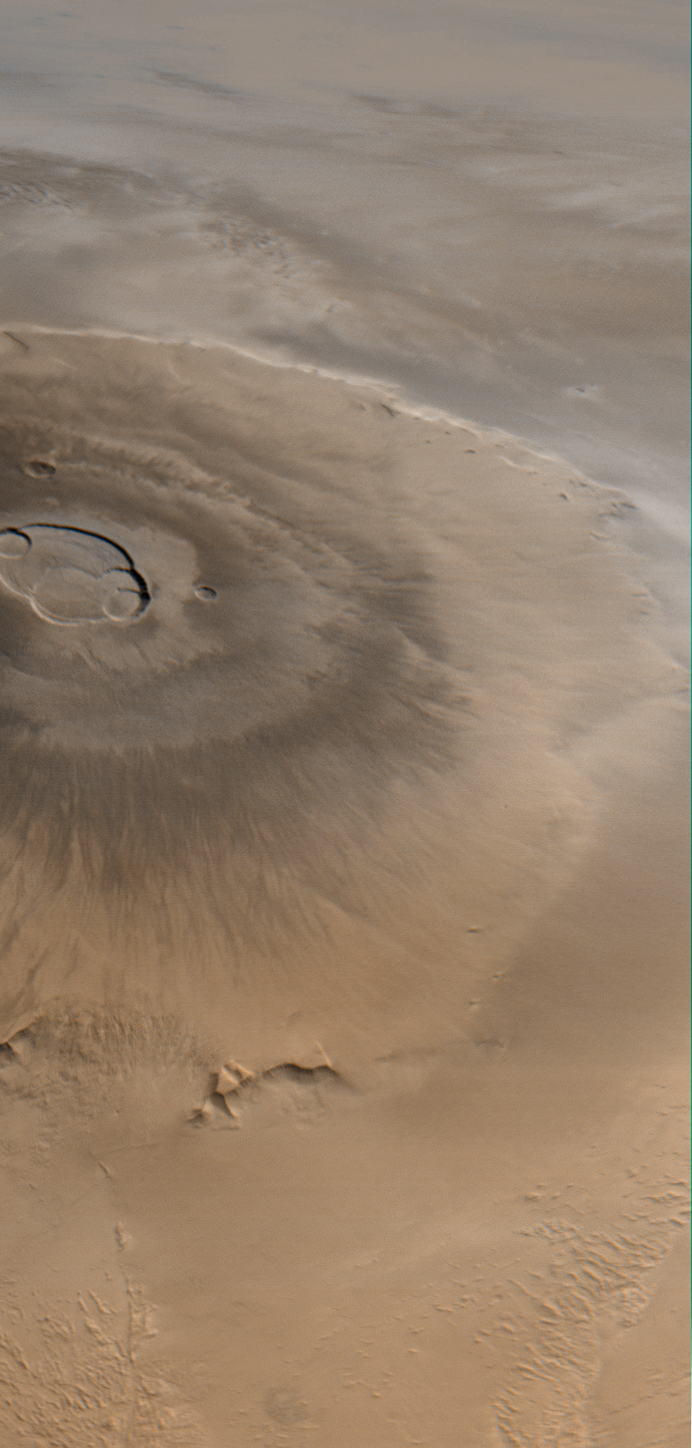
مقایسهٔ مساحت المپوس و کشور فرانسه
مقایسه ارتفاع المپوس، مونا کیا و اورست